# Cascabela gaumeri
Cascabela gaumeri là một loài thực vật có hoa trong họ La bố ma. Loài này được (Hemsl.) Lippold mô tả khoa học đầu tiên năm 1980.